# Абрамов Тихін Порфирійович
Ти́хін Порфи́рович Абра́мов (нар. 16 червня 1901, село Кацмазів — пом. 17 жовтня 1991, Москва) — радянський військовик, Герой Радянського Союзу (06.04.1945), у роки німецько-радянської війни 1941—1945, командир танкової бригади, полковник Червоної Армії.

## Життєпис
- 1901, 16 червня — народився у селі Кацмазів, нині — Жмеринського району Вінницької області, українець
- 1920 — закінчив 10-й клас середньої школи
- 1920—1922 — секретар Кацмазівської сільради
- 1922 — вступив до Червоної Армії
- 1928 — закінчив військове кавалерійське училище
- 1939, осінь — учасник збройного походу Червоної Армії на Західну Україну
- 1941, червень — 1945, травень — учасник радянсько-німецької війни
- 1941, червень–липень — офіцер танкового полку
- 1941, серпень — 1942, березень — начальник штабу 34-го мотоциклетного полку
- 1942, березень — 1943, травень — начальник штабу 92-ї танкової бригади
- 1943, червень–жовтень — начальник штабу 107-ї танкової бригади
- 1943, жовтень — 1945, травень — командир 107-ї (з листопада 1944 — 49-та гвардійська) танкової бригади
- 1945, 11 липня — присвоєне військове звання «генерал-майор»
- 1955 — звільнений у запас, мешкав у місті Москва
- 1991, 17 жовтня — помер, похований на Митінському кладовищі у Москві

## Нагороди
- 1942, 15 січня — нагороджений орденом Червоного Прапора
- 1943, 30 березня — нагороджений орденом Червоної Зірки
- 1944, 28 березня — вдруге нагороджений орденом Червоного Прапора
- 1944, 17 травня — нагороджений орденом Суворова ІІ ступеня
- 1944, 3 листопада — втретє нагороджений орденом Червоного Прапора
- 1945, 6 квітня — удостоєний звання Герой Радянського Союзу (із врученням медалі «Золота Зірка» та ордену Леніна) за форсування річок Пилиця та Бзура на території Польщі та звільнення від німецьких військ польських міст Іновроцлав, Любень та Сохачев
- 1945, 31 травня — нагороджений орденом Кутузова ІІ ступеня
- 1947 — вдруге нагороджений орденом Леніна
- 1952, 13 червня — вчетверте нагороджений орденом Червоного Прапора
- 1985, 6 квітня — нагороджений орденом Вітчизняної війни І ступеня